# IMAM Ro.63
L'IMAM Ro.63 était un avion à décollage et atterrissage courts (ADAC) italien de la Seconde Guerre mondiale. Conçu par le constructeur Industrie Meccaniche e Aeronautiche Meridionali (IMAM) pour effectuer des missions de transport léger et de reconnaissance aérienne à courte distance, il était également souvent désigné Meridionali Ro.63.

## Conception et développement
L'intérêt pour les avions de type ADAC fut relancé par l'obtention d'un Fieseler Fi 156 Storch acheté à l'Allemagne, et en juin 1939, la Regia Aeronautica demanda aux compagnies aéronautiques italiennes de concevoir une machine similaire.
Conçu par l'ingénieur Giovanni Galasso, le Ro.63 était de construction mixte, associant du bois, du métal et du tissu pour les ailes et le fuselage. Il prît l'air pour la première fois en juin 1940, piloté par Aldo Ligabò, peu de temps après l'éclatement de la Seconde Guerre mondiale. Il fut mis en compétition contre d'autres appareils de conception italienne, les AVIS C.4 (en) et Caproni GDL, mais il se montra largement supérieur à ces derniers. Il avait des capacités ADAC presque aussi bonnes que celles du Storch, mais son fuselage plus large pouvait emmener quatre personnes et ses ailes emportaient plus de carburant. Le moteur Hirth de 280 ch et son hélice à vitesse constante lui permettaient d'atteindre une vitesse maximale de 240 km/h et une distance franchissable de presque 1 000 km. Il était toutefois dépourvu d'armement défensif, alors que le Fi 156 en reçut un à partir de sa version Fi 156 C-2.
Le Ro.63 était une machine viable qui avait tout le potentiel nécessaire pour effectuer une carrière réussie mais, bien que 150 exemplaires furent commandés, seuls six avions furent effectivement produits, de mi-1940 à 1941, malgré le fait que son développement avait été terminé avant même le début de la guerre. Ces chiffres de production très faibles sont à mettre sur le compte d'une pénurie de moteurs disponibles, les moteurs allemands n'étant déjà plus disponibles, et l'industrie italienne n'étant pas parvenue pas à produire suffisamment d'exemplaires de l'Isotta Fraschini Beta. Les six exemplaires produits étaient en fait une présérie.

## Carrière opérationnelle
Les Ro.63 furent déployés pendant la campagne d'Afrique du Nord, accompagnés de trente Fi 156 importés d'Allemagne, même si ce nombre demeura insuffisant pour remplacer les Ro.37 et autres avions de reconnaissance plus anciens. En 1943, après deux années de service difficiles, il ne restait plus qu'un seul Ro.63.
Il fut proposé en 1948 de relancer la production de l'avion, mais le manque de capacités et de données à son sujet menèrent à l'abandon du projet.

## Utilisateur
- Italie :
  - Regia Aeronautica.

### Article
- (it) Daniele Lembo, « Officine Meccaniche Meridionali », Aerei nella storia magazione, Parme, Italie, Delta editions,‎ octobre–novembre 2003.